# Catedral de Sant Martí (Utrecht)
La Catedral de Sant Martí o la Catedral d'Utrecht (en neerlandés: Dom van Utrecht), és un edifici religiós d'arquitectura gòtica, que va ser la catedral catòlica de la diòcesi d'Utrecht als Països Baixos durant l'edat mitjana. La catedral romànica data del segle xi i s'en conserven encara parts en la catedral gòtica que es va construir des de l'any 1254, i era dedicada a Sant Martí de Tours. A partir de l'any 1580 l'edifici va passar a l'església protestant.
Fins a 1559, l'any de la reestructuració per a un nou repartiment de les diòcesis neerlandeses, era l'única catedral al territori dels Països Baixos del nord, que correspon aproximadament al territori dels Països Baixos d'avui -en oposició amb el dels Països Baixos del sud que inclouen l'actual Bèlgica, Luxemburg i la major part de la regió francesa de Nord-Pas-de-Calais.
De l'església medieval, no queda actualment res més que el cor, el creuer i la torre. La nau es va esfondrar durant un tornado succeït el 1674. Des d'aleshores, la torre que era al costat de l'església, a la façana oest, es va quedar separada de la resta de l'edifici. A més a més de l'església, el complex de la catedral també inclou un claustre i una sala capitular, que serveix com a aula de la Universitat d'Utrecht.

## Història

### Primeres construccions
S'hi va erigir una primera capella a Utrecht, dedicada a Sant Martí de Tours, al voltant del 630, sota el patrocini dels reis merovingis, sense que es conegui el lloc exacte. Tanmateix, aquest edifici va ser destruït poc després per un atac dels frisons. Willibrord d'Utrecht, nomenat l'«Apòstol de Frísia», en va construir una de nova a la vora del mateix lloc, que alhora va ser destruïda en un dels nombrosos atacs normands del segle ix. Durant el segle següent el bisbe Balderic va reconstruir novament l'edifici. Aquest va esdevenir la principal església del lloc, a càrrec d'un capítol de canonges, que en general pertanyien a la noblesa.

### Catedral d'Adalbold
L'any 1017 l'església de Balderic va ser destruïda per un incendi. Després d'un curt espai de temps es va construir una catedral romànica en el mateix lloc, inaugurada el 26 de juliol de 1023 per l'emperador Enric II del Sacre Imperi Romanogermànic i a l'acte del qual van ser ordenats dotze bisbes. Aquest edifici és conegut com la «Catedral d'Adalbold», en honor del bisbe Adalbold II d'Utrecht que va conduir la construcció.
Des del regnat de la Dinastia sàlica l'emperador era canonge honorari de la catedral. S'hi han enterrat els emperadors Conrad II (1039) i Enric V (1125). Després els cossos emperadors van ser sebollits a la catedral d'Espira i a la d'Utrecht només es van dipositar els seus cors. Aquesta catedral d'Aldalbold va sobreviure fins al 1253 quan incendi va devastar quasi tota la ciutat.

## Catedral gòtica

### 1254-1320

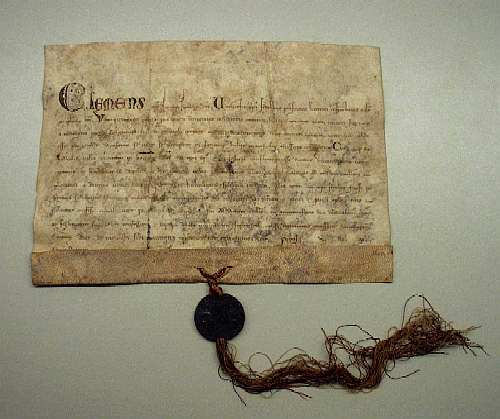
Aprovació de Climent IV de l'any 1265 per a la venda d'indulgències per a la construcció de la Catedral.

Un any més tard, l'aleshores bisbe Enric de Vianden va començar la construcció d'una nova catedral gòtica, inspirada en el model de la catedral de Colònia. El 1254 es va posar la primera pedra pel deambulatori de la catedral d'Utrecht, l'obra que es va allargar fins al segle xvi.
Els principis van ser força lents, per manca de diners. El papa Climent IV, el 1265, va crear una indulgència per a benefici de la indústria de la construcció, seguit, després de dos anys, d'un gest similar pel bisbe Gerard van Münster. Les col·lectes es van fer en més de vuit-centes parròquies de la diòcesi i les relíquies de la catedral van augmentar l'atractiu com a lloc de pelegrinatge, però aquests intents per generar ingressos no van tenir el succés desitjat. Solament l'any 1288, quan l'elector Joan de Nassau va prendre una sèrie de mesures per garantir el finançament, la construcció va poder començar seriosament. El deambulatori amb les capelles poc profundes tenen una certa similitud amb les catedrals franceses de Tournai i de Soissons, però té més afinitat arquitectural amb la catedral de Colònia. Per aquesta raó es creu que hi va participar l'arquitecte Gerhard van Keulen. Prop de l'any 1295 la girola gòtica es va acabar, a continuació es va continuar amb la nau lateral i les capelles dels bisbes Joan d'Arkel i Guiu d'Avesnes, junt amb l'ampliació del cor i una aplicació de columnes agrupades sense capitells. Aquesta part de la catedral va ser acabada al voltant de l'any 1320.

### 1320-1400

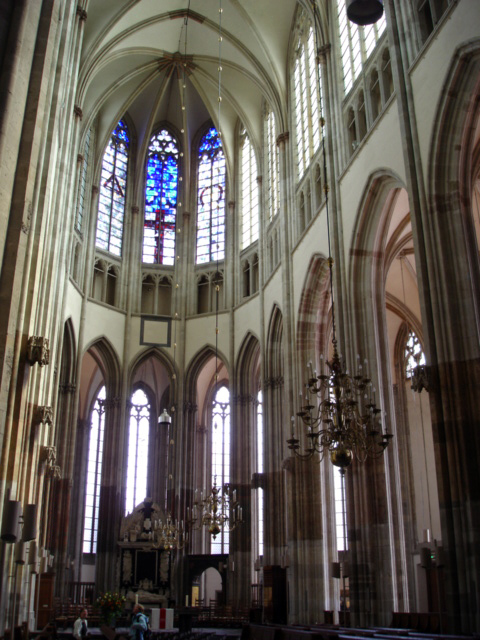
Interior de la catedral d'Utrecht.

Entre 1320 i 1350 es va construir la nau lateral nord amb les capelles i la sagristia en un estil arquitectònic més sobri que la del creuer sud. En aquell moment, el focus principal era l’edificació de la gran torre, obra en què es va treballar del 1321 al 1382. Tot i que es desconeix perquè el campanar tenia prioritat, es creu que el bisbe Frederic de Sirk volia una torre de defensa on refugiar-se en cas d’atac. No tots els estudiosos accepten aquesta teoria. Segurament l'elecció d'una única torre colossal i no de dues torres com era costum a les catedrals, està relacionat amb la falta d'espai: els jardins al costat oest de la catedral en gran part ja eren construïts.
El primer arquitecte de la torre va ser Jan d'Hainaut, que va ser seguit successivament per Godijn van Dormael del principat de Lieja i Jan van den Doem, a qui es deu la construcció del llanternó octogonal que corona el campanar. És possible que la «torre de Münster» a Friburg servís d'inspiració pel llanternó, encara que potser hauria d'haver tingut, també com a la catedral de Friburg de Brisgòvia, una agulla de pedra alta calada.
Quan es va acabar el campanar a la darreria del segle xiv, es va construir el llanternó de l'església molt més petit del previst originàriament. Té un estil similar al del campanar, també es van realitzar el portal sud i els braços oriental i meridional del claustre. En aquestes obres posteriors van participar els arquitectes Jan van den Doem i Aernt Bruun. Poc després del 1400, es van suspendre les obres temporalment.

### 1440-1517
Els bisbes Rodolf de Diepholt i David de Borgonya van donar a l'edifici un nou i poderós impuls. Entre els anys 1440 i 1479, sota les ordres de l'arquitecte Jacob van der Borch, es van realitzar el creuer de la capella del bisbe Rodolf Diepholt, el braç occidental del claustre i diferents espais per al capítol de la catedral. Es va posar a la capçalera interior del temple un tríptic anònim representant la Crucifixió, conservat avui al Centraal Museum. L'any 1447 va ser inaugurat un nou palau per al bisbe situat al sud-oest del campanar.
La nau romànica de la «catedral d'Adalbold» que havia servit fins aleshorest, va ser demolida i es va començar a construir les capelles a partir de 1485, amb el nou arquitecte Cornelis de Wael que li va impregnar  del seu característic estil, la unió del campanar amb la nau es va fer amb un petit pont voladís que comunicava ambdues parts. El 1495 es va reconstruir la gran sala capitular, el pis intermedi va ser demolit i així es va obtenir un espai monumental, per aquestes mateixes dates també es va ampliar la sagristia cap a l'est.
El 1517 les obres es van aturar al creuer per manca de diners, tant les donacions dels fidels com les aportacions de les parròquies van disminuir notablement, el capítol el 1519 va adquirir una relíquia de sant Martí. Quan les obres es van aturar, la nau central i el creuer encara no tenien una volta de pedra, només tenien un sostre de fusta.

### Constructors
| Jan uit Henegouwen (Jan van den Doem I) | 1357 - 1400 |
| Godijn van Dormael                      | 1357-1360   |
| Jan van den Doem II                     | 1360-1396   |
| Aernt Bruun                             | 1396-1440   |
| Willem van Boelre                       | 1440-1442   |
| Henric van Bontsfort                    | 1442-1444   |
| Jacob van der Borch                     | 1444-1475   |
| Cornelis de Wael                        | 1476-1505   |
| Alard van Lexweerd                      | 1505-1517   |

### Crítica de Geert Groote
La construcció del campanar, no solament va obtenir admiració general, sinó també la crítica de Geert Grote, canonge de la catedral entre 1371 i 1374, en el seu tractat Contra turrim Traiectensem, que va escriure durant aquells anys, va protestar en termes molt forts contra la construcció del campanar i del llanternó. Segons el mencionat predicador la torre no feia cap bé públic i s'assemblava a una segona torre de Babel, era un símbol d'orgull i malversació, amb l'única intenció d'afalagar la vanitat i despertar l'admiració dels visitants, fins i tot va arribar a predir-ne l'esfondrament.
Geert Grote es va quedar sol amb la seva crítica i no va tenir gaire succés. Tanmateix s'ha establert que durant la construcció del campanar, hi va haver una esquerda que va recórrer la segona planta, la qual va ser reparada a temps.

## Plànol
Llegenda:

1-Torre

2-Lloc de la nau que falta

3-Creuer

4-Transepte

5-Cor

6-Final Cor

7-Passadís nord

8-Passadís sud

9-Capella de pas

10-Capella de Dionís i Bartomeu 

11-Capella d'Andreu i Poncià

12-Santa Capella de la Creu

13-Capella de Pedro i Pau

14-Capella de Simó i Judes

15-Capella de la família Van Veen

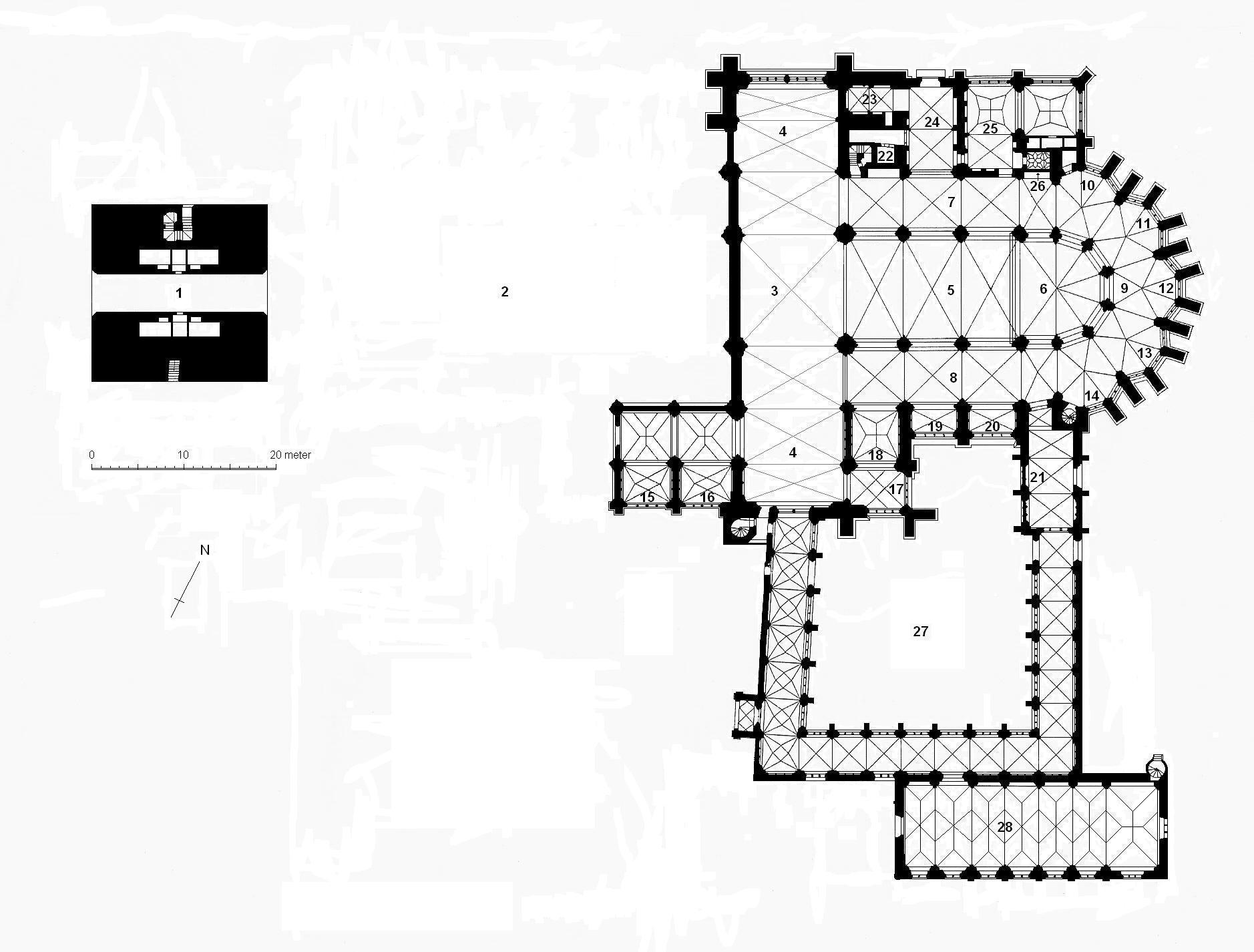
Plànol de la Catedral d'Utrecht

16-Capella de la família Van Montfoort

17-Capella Domproosten

18-Capella del bisbe Van Diepholt

19-Capella del bisbe Guy van Avesnes

20-Capella del bisbe Jan van Arkel

21-Portal del sud-est

22-Capella Van Uterlo

23-Capella Blas

24-Capella de Friedrich i Johann van Sierck

25-Biblioteca i sagristia

26-Capella de les Onze Mil Verges

27-Claustre

28-Gran sala capitular

## Història posterior de l'edifici
Guiu d'Avesnes

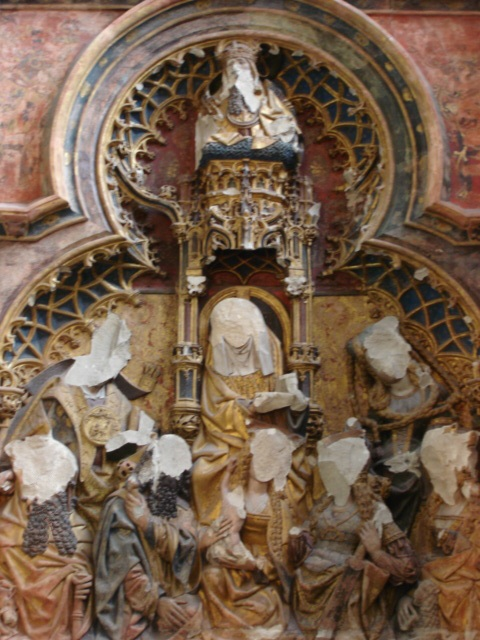
El retaule de l'altar a la capella del bisbe Joan d'Arkel, amb les mostres de la iconoclàstia de 1580.

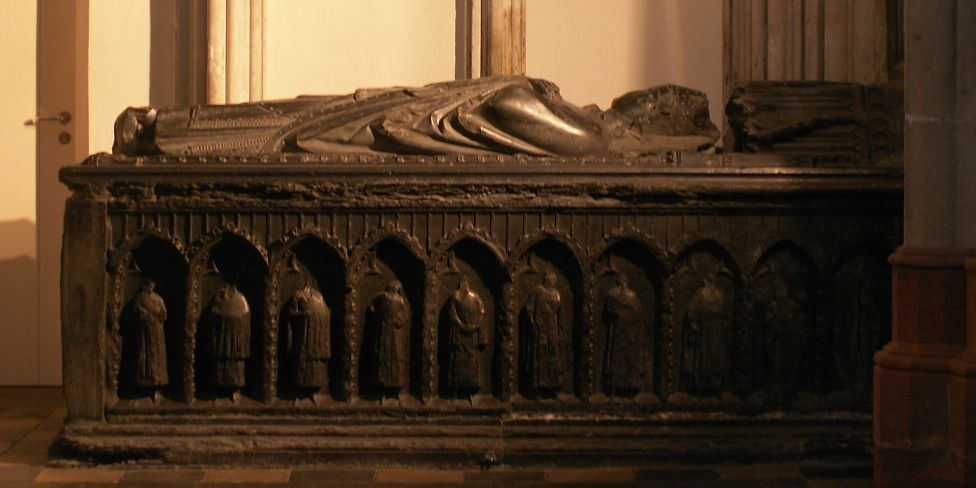
Els caps tallats de les ploraneres en la tomba del bisbe Guiu d'Avesnes.

Al segle xvi van córrer temps tumultuosos en política i en religió. El 1528 es va realitzar en la sala capitular de la catedral el trasllat del poder secular del bisbe per a l'emperador Carles V com a senyor d'Utrecht. El mateix emperador va celebrar el 1546 la reunió anual dels cavallers del Toisó d'Or al cor de la catedral. Utrecht el 1559 va ser elevada a la categoria d'arquebisbat i es va procedir a la preparació d'un nou mobiliari per a l'interior de la catedral, encara que finançat per la venda de tresors de l'església. Però mentrestant la reforma protestant, prenia envergadura, malgrat la repressió del govern espanyol, va augmentar el seu poder cada vegada més, tant és així que el 23 de gener de 1579 les províncies del nord es reuneixen i signen en la sala capitular la Unió d'Utrecht, l'acord de la  República dels Set Països Baixos Units.
El 1566 va succeir la primera Iconoclàstia tot i que encara va causar poc mal a la catedral, però després de l'anomenada «traïció Rennenberg» el 3 de març 1580 si van copejar més fort. El 7 de març, els calvinistes van entrar a l'església. La devastació d'aquesta acció ha deixat empremtes fins al dia d'avui.
En un intent d'evitar més violència Guillem I d'Orange-Nassau va manar tancar les esglésies del capítol catedralici. Els calvinistes van fer tanta pressió a Utrecht que el culte catòlic va ser prohibit el 15 de juny. Els protestants radicals encara no estaven contents amb això, i el 28 de juliol van entrar a la catedral i va ser com així Werner Helmichius va fer allà el primer sermó protestant. El consell, tot seguit va demostrar clarament que l'església i la porta estaven tancades novament. Després de la mort de l'arquebisbe Frederik Schenck van Toutenburg als catòlics encara se'ls va permetre enterrar-ho amb sobrietat a la catedral. La cerimònia del 30 d'agost de 1580 va ser pertorbada pels protestants, i van cantar la seva versió del Salm 130, en lloc del catòlic De profundis. El funeral va ser durant molt de temps l'última expressió pública del catolicisme a Utrecht. El 15 de gener de 1581 la catedral va escaure als calvinistes i «purificada» dels últims elements catòlics.

### Universitat

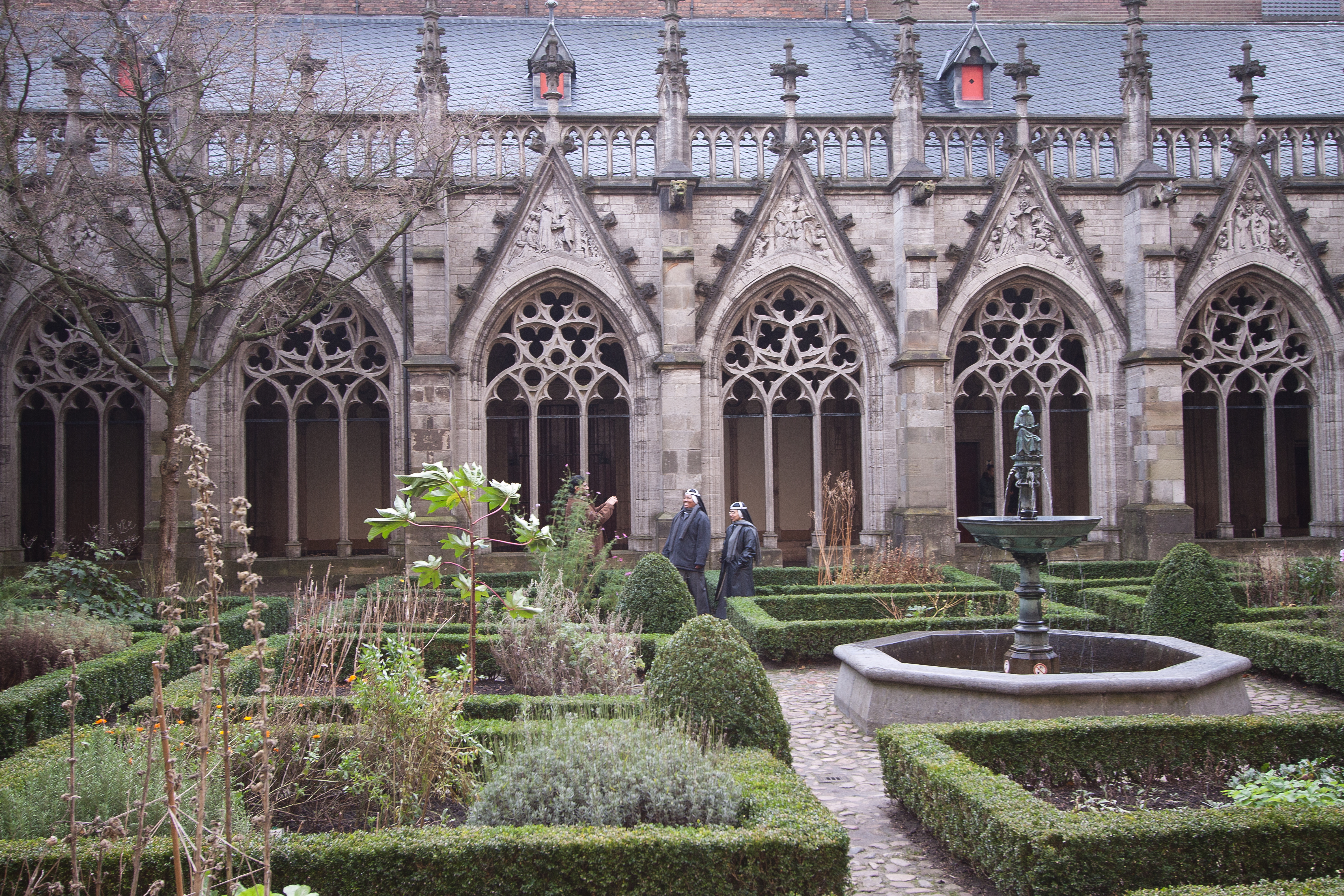
Vista del claustre

L'Illustere School, (‘l'escola il·lustre’) va ser un col·legi que es va crear com una continuació de l'escola de llatí, s'hi va instal·lar a l'inici de 1634 amb l'eliminació de la gran sala capitular i el claustre de la catedral, que havia servit des de la Reforma en part com a emmagatzematge i mercat. La sala capitular es va dividir en dues aules i una tercera va ser construïda sobre el braç sud del claustre. El claustre va servir com a lloc de trobada per als estudiants. L'any 1636 la Illustere School va ser elevada a categoria d'universitat, el cor buit de la catedral va servir per a promocions públiques i d'altres cerimònies.
El teòleg Gisbertus Voetius, professor a la universitat, va ser des de 1637 fins a la seva mort el 1676 també rector de la catedral.

### Interludi catòlic

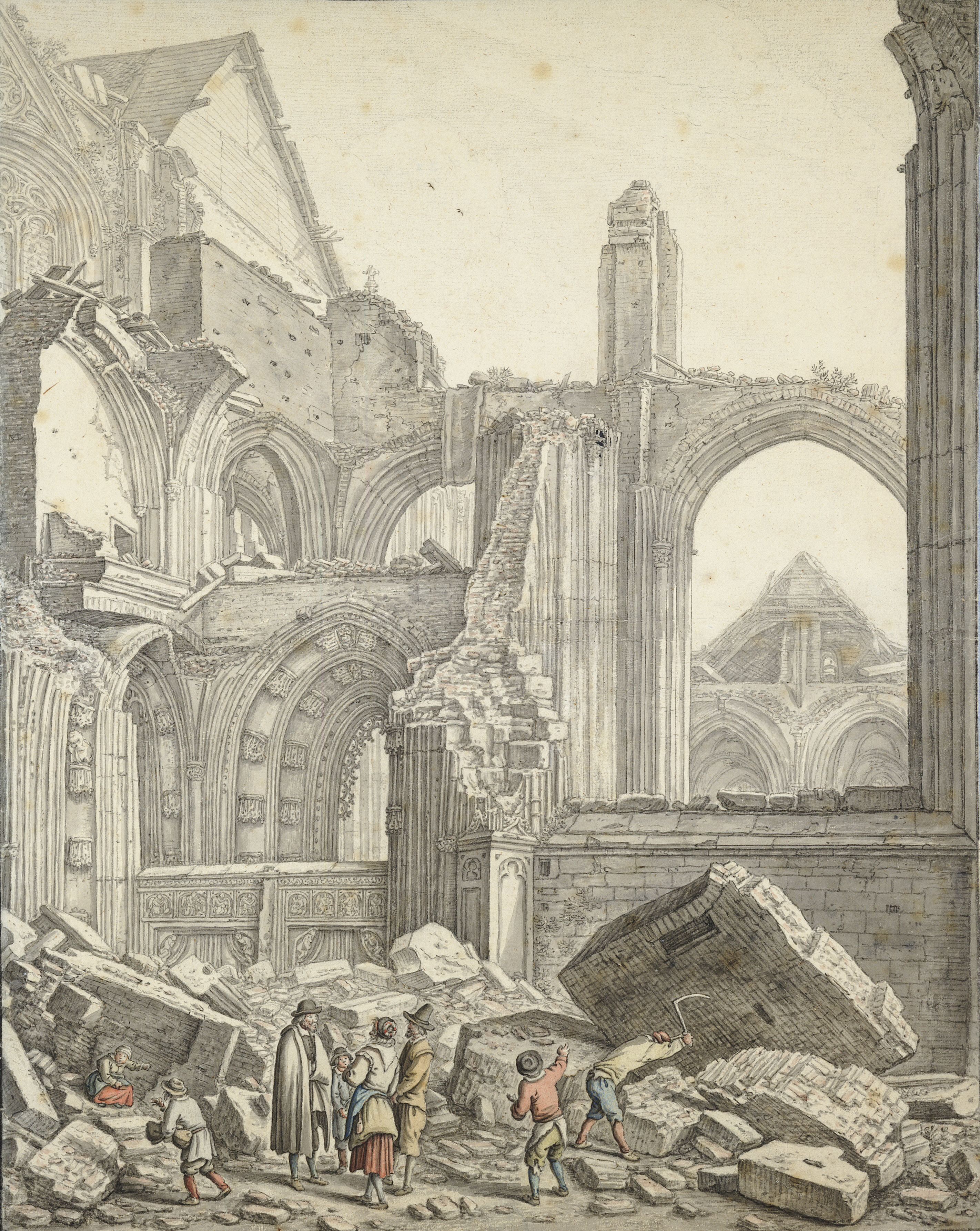
Les ruïnes de la catedral dibuix de 1674 per Herman Saftleven.

Durant l'any 1672 Utrecht va ser ocupada per les tropes franceses de Lluís XIV de França, i la catedral va tornar al ritus catòlic. El púlpit, d'on va ser predicat l'anterior doctrina, va ser simbòlicament assotat i s'hi vna improvisar altars i confessionaris.
El 10 de juny el Vicari Apostòlic Johannes van Neercassel va entrar a la catedral antiga i llegir una missa, i després d'això el cardenal de Bouillon va inaugurar solemnement l'església el 30 de juny. Tanmateix, l'interludi catòlic va ser de curta durada, ja que abans de la retirada dels francesos el 23 de novembre 1673 la catedral va tornar a mans protestants i l'ancià Voetius va tornar a novament declamar els seus sermons des del púlpit.

### Tornado
El dimecres, 1 d'agost de 1674 es va desencadenar una tempesta devastadora sobre els Països Baixos del nord i del sud. A dos quarts de nou de la tarda va arribar a Utrecht en forma de tornado que va abatre la ciutat i els seus voltants causant moltes destrosses. La tempesta va fer esfondrar la nau de la catedral com un castell de cartes. El pintor d'Utrecht Herman Saftleven va fer el 1674 i el 1675 una sèrie de dibuixos documentals de les ruïnes que va vendre a la ciutat i que avui es troben a l'Arxiu d'Utrecht.

### Reconstrucció

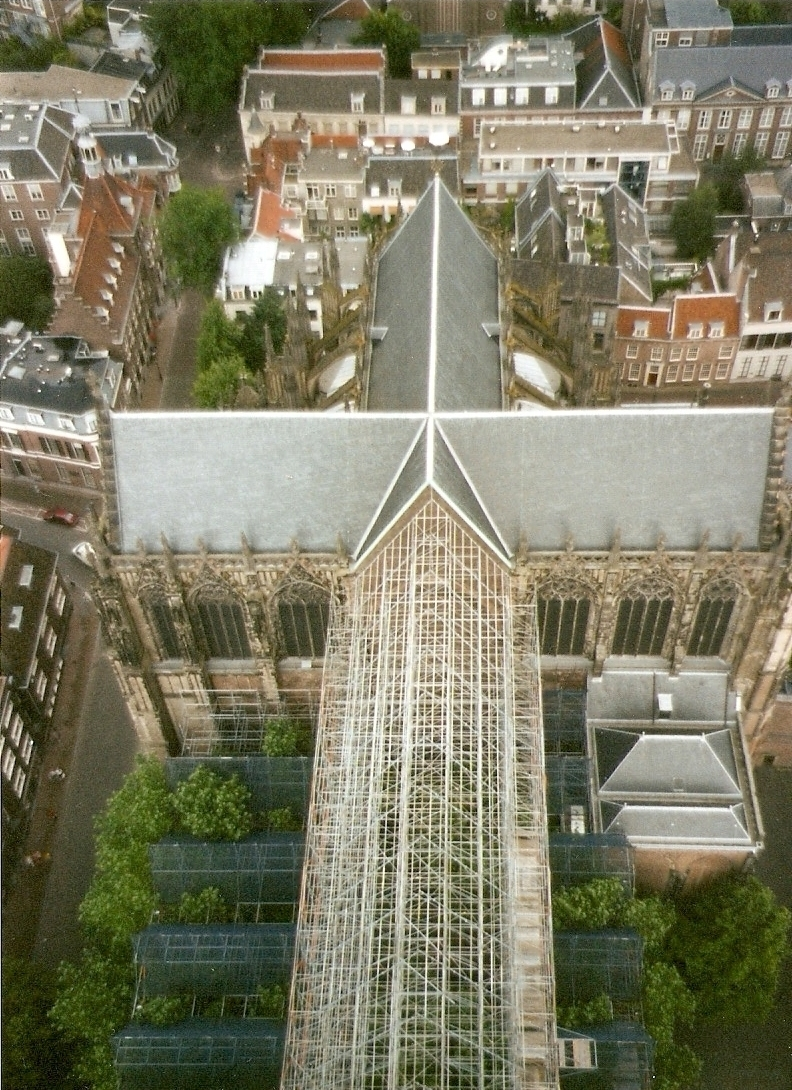
Vista superior de la reconstrucció temporal de la nau de l'any 2004.

A través dels anys s'ha votat una vegada i una altra per restaurar la nau com era abans, que cobria aproximadament el 55% de la superfície total de l'església catedral. Aquest projecte de construcció de la part no acabada de la catedral gòtica d'Utrecht encara no s'ha acabat. Els opositors creuen que només la mitja catedral ja dona un caràcter exclusiu a Utrecht, i les vel·leïtats de reconstruir la nau van quedar vanes, ajudat pel fet que ningú no parta diners per una obra tan costosa. Al consistori d'Utrecht simplement s'han declarat els partits Crida Demòcrata Cristiana (CDA) i la Unió Cristiana en pro de la reconstrucció.
L'any 2004, amb motiu del 750è aniversari de la catedral, la nau va ser reconstruïda temporalment amb 260 tones de material de bastida. L'edifici temporal es va obrir el 26 de juny d'aquest any pel primer ministre Jan Peter Balkenende, mentre el cardenal Adrianus Johannes Simonis el va beneir. El grup de teatre The Lunatics va interpretar per a aquesta ocasió, el drama La tempesta de William Shakespeare.
La fundació cerca una reconstrucció històricament exacta d'acord amb el principi de la «construcció lenta», on construeix amb tècniques de l'edat mitjana i es finança exclusivament amb fons dels visitants. La fundació espera poder posar la primera pedra, i cerca suport i capital. Moderats eren els plans de la Iniciativa Domplein 2013, un nou disseny de la Plaça de la Catedral ha aconseguit mentre que en set capes de temps «la història es fa visible en aquest lloc històric». El projecte es va completar el 2013, any en què el Tractat d'Utrecht de 1713 va ser commemorat. Com si fos un primer pas, s'han aconseguit un nombre de dipòsit emmagatzemat de 2005 làpides preses de les esglésies d'Utrecht per a la pavimentació de la Plaça de la catedral, al contorn de la nau perduda per tal de crear la il·lusió del terra de l'església. El 14 de maig, de 2013, van ser descoberts els fonaments dels pilars de la nau en ruïnes, on hi ha hagut excavacions arqueològiques.

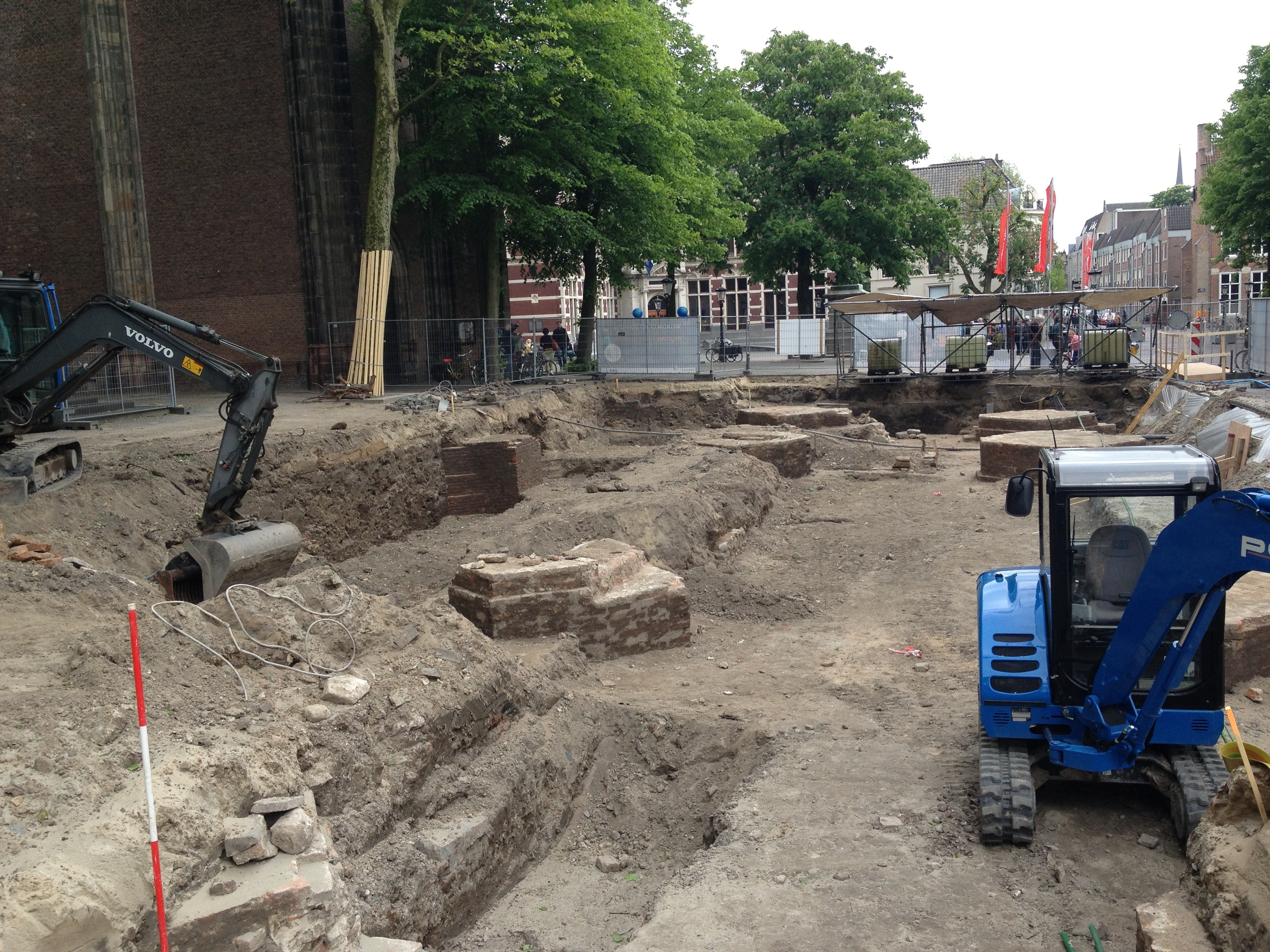
Descuberta dels fonaments del pilars de l'antiga nau (30 de maig de 2013)
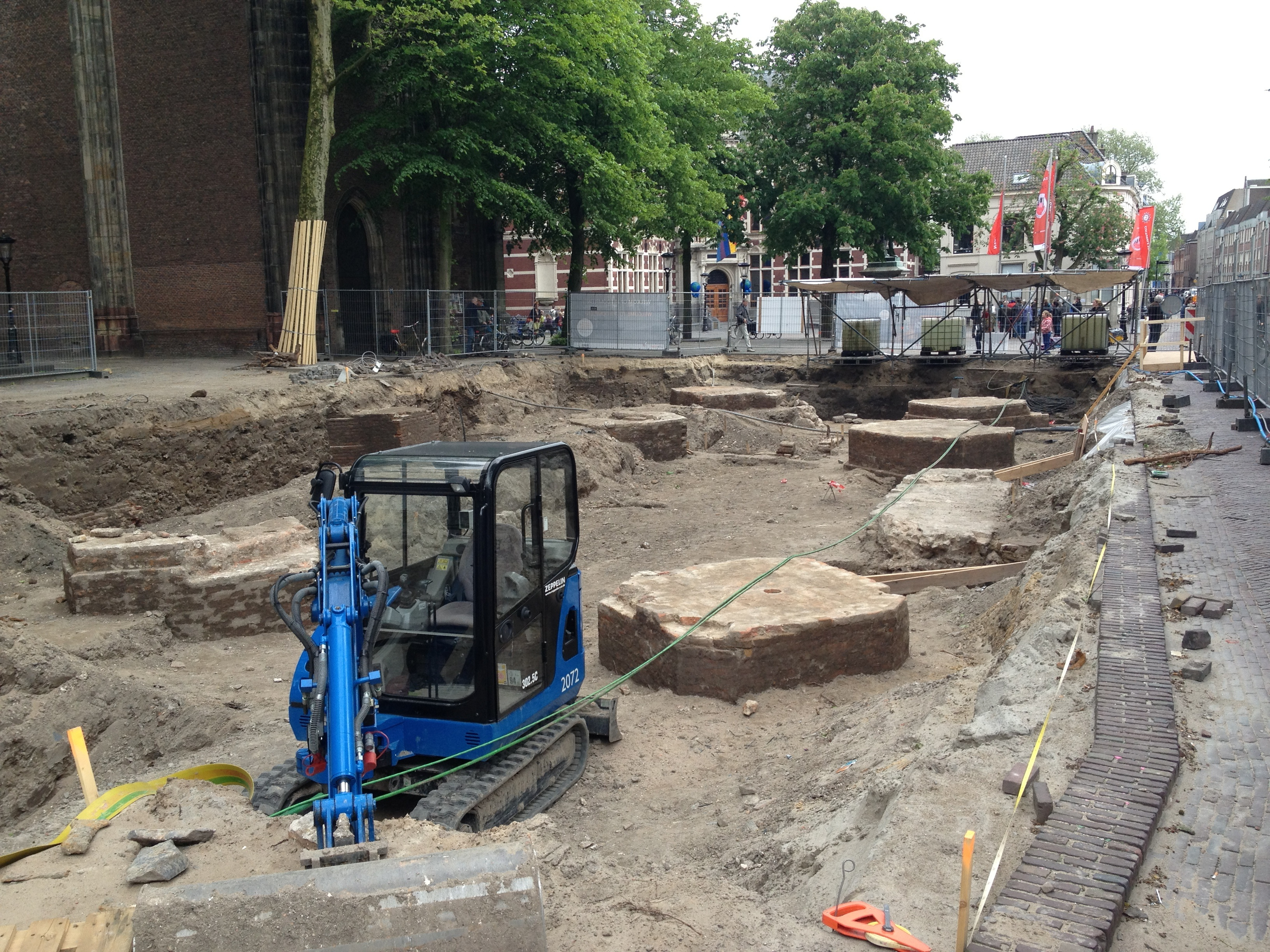
Ídem
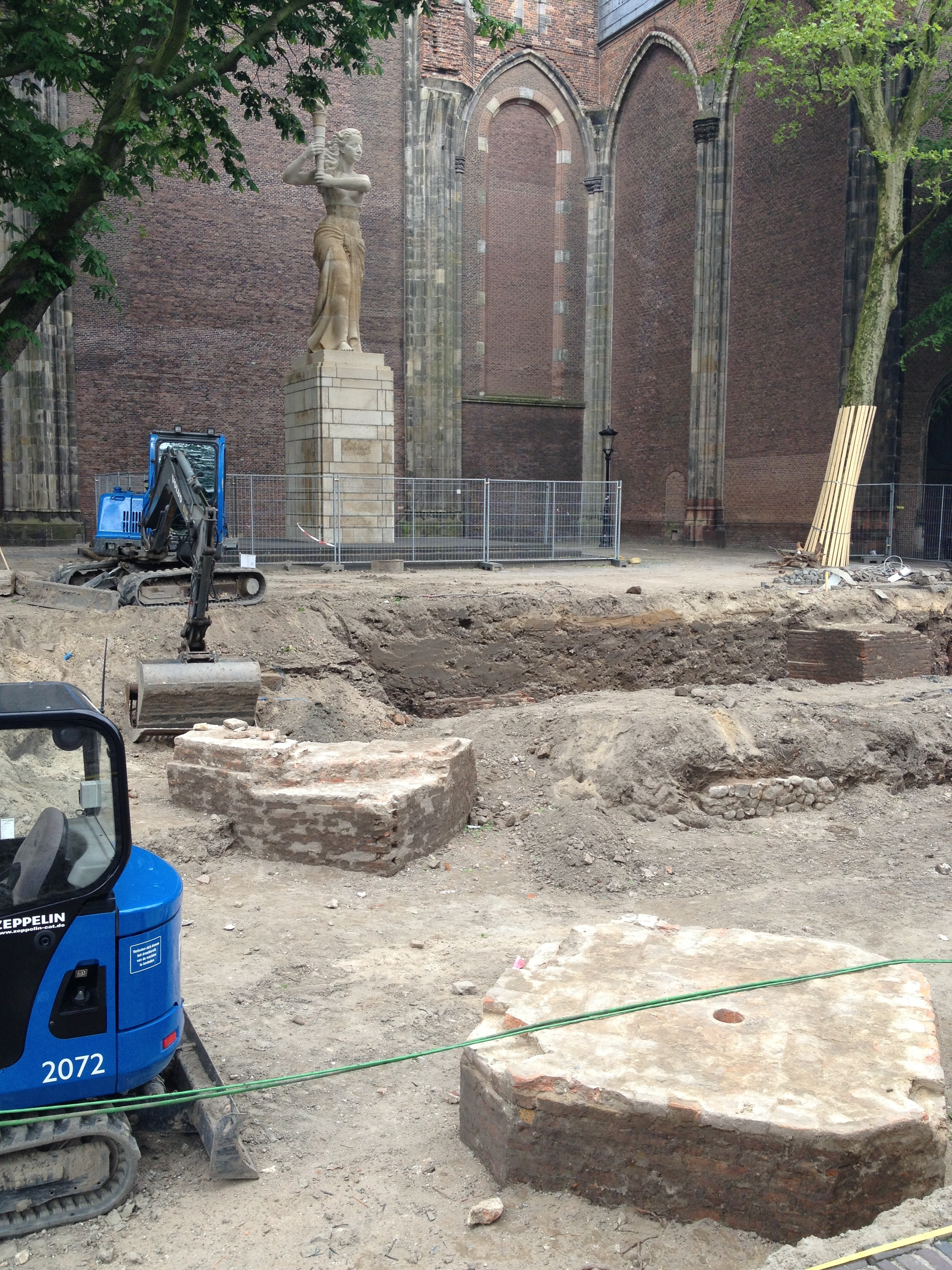
Ídem